# Калашники (Волгоградская область)
Калашники — село в Палласовском районе Волгоградской области, в составе Калашниковского сельского поселения.
Население — 143 (2010)

## История
Хутор Калашниковка обозначен на карте Астраханской губернии 1909 года.
С 1928 года хутор — в составе Николаевского района Камышинского округа (округ упразднён в 1930 году) Нижневолжского края (с 1934 года — Сталинградский край). В 1935 году Калашниковский сельсовет включён в состав Кайсацкого района (с 1936 года — район в составе Сталинградской области). В 1950 году в связи с упразднением Кайсацкого района Калашниковский сельсовет передан в состав Палласовского района. В 1981 году центр Калашниковского сельсовета Палласовского района был перенесен из села Калашники в посёлок Новостройку.

## Физико-географическая характеристика
Село расположено в степи, в пределах бессточной области на севере Прикаспийской низменности, на высоте 32 метров над уровнем моря. В окрестностях распространены солонцы луговатые (полугидроморфные), а также светло-каштановые солонцеватые, солончаковые и лугово-каштановые почвы. Рельеф местности равнинный, практически плоский
По автомобильным дорогам расстояние до административного центра сельского поселения посёлка Новостройка составляет 20 км, до районного центра города Палласовка — 23 км, до областного центра города Волгоград — около 300 км. Ближайший населённый пункт хутор Худушный расположен в 4,7 км восточнее села Калашники.
Часовой пояс
Калашники, как и вся Волгоградская область, находится в часовой зоне МСК (московское время). Смещение применяемого времени относительно UTC составляет +3:00.

## Население
Динамика численности населения по годам:
| 1987 | 2002 |
| ---- | ---- |
| ≈240 | 196  |

| 2010 |
| ---- |
| 143  |